# 쌍감정책

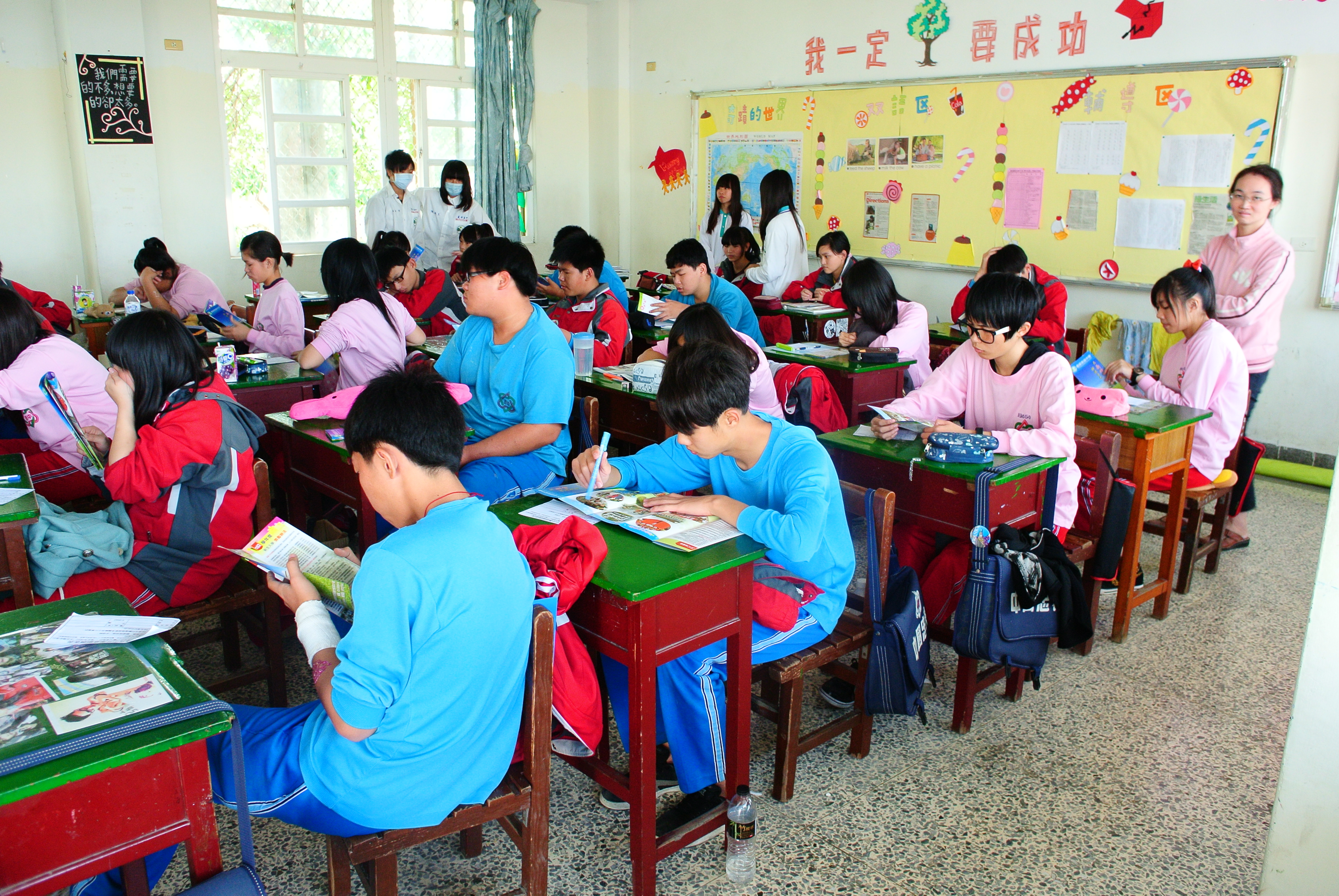
중국 학생들

쌍감정책은 시진핑의 중국 교육지시를 시행하기 위해 중화인민공화국 정부가 제시한 학생부담 경감정책이다.

## 목적
학과별 사교육(온·오프라인 포함)을
통제함으로써 의무교육 단계 학생들의 수업 부담을 줄여주고, 전반적인 발전과 건전한 성장을 도모하며, 가정의 사교육비 지출과 학부모의 부담을 줄여
교육 불안을 완화하는 것이다.

### 쌍감의 의미
1. 의무교육 단계 학생들의 숙제 부담 감소
2. 의무교육 단계 학생들의 사교육 부담 감소

## 주요 내용

#### 전면적인 숙제 총량과 시간을 감축을 통한 학생들의 과중한 부담 경감
- 숙제 관리 체제를 완비하고 숙제 구조를 합리적으로 조절한다.
- 숙제 총량을 명확히 분류하고 숙제 설계 품질을 향상, 숙제 완성 지도를 강화한다.
- 학생에게 스스로 숙제를 수정하도록 요구해서는 안 되며, 학부모에게 숙제를 내주거나 변칙적으로 내주는 것과 숙제를 검사하고 수정하도록 요구하는 것을 엄금한다.

#### 학교 방과 후 서비스 수준의 향상을 통한 학생들의 다양한 수요 충족
- 학교 수업이 끝난 후 서비스 종료 시간은 원칙적으로 현지 정상퇴근 시간보다 늦는다.
- 학교는 교사를 통괄 배치하는 ‘탄력 출퇴근제'를 운영하여 학교 수업이 끝난 후 서비스의 질을 높인다.
- 학교 수업이 끝난 후 서비스채널을 확장하여 무료 온라인 교육 서비스를 강화하고, 우수 교사를 적극 조직해 무료 온라인 학습 응답을 진행한다.

#### 엄격한 관리 견지 및 과외 사교육의 전면적인 규범
- 각지에서 의무교육 단계 학생을 위한 새로운 학과별 사교육 기관을 승인하지 않는다.
- 기존 학과별 사교육 기관은 비영리 기관으로 일괄 등록하고 온라인 학과별 사교육 기관은 허가제로 변경하며, 학과별 사교육 기관은 일체상장융자를 할 수 없다.
- 자본화 운영을 엄금하고, 비학과별 사교육 기관에 대해서는 표준을 제정하고 엄격하게 승인한다. *사교육 활동을 규범화하고, 교육내용을 비치하고 감독 제도를 수립하며, 사교육 기관은 국가 법정 공휴일, 휴일 및 방학 기간 학과별 교육을 점용해서는 안 된다.
- 상시 운영 감독을 강화하고, 사교육 기관의 융자 및 비용은 주로 교육 업무에 사용하여야 하며, 부정경쟁을 절대 금지하며, 외국인을 초빙해서 사교육 하는 것을 엄금한다.

#### 교육의 질의 향상을 통한 학교 내 학생들의 충분한 배움 도모
- 양질의 의무교육 균형 발전을 촉진하고, 학교 운영의 활력을 충분히 북돋우며, 학교 운영의 수준을 전체적으로 향상시킨다.
- 수업의 질을 높이고, 수업 표준에 따라 엄격히 수업하며, 등급제를 실시한다.
- 고등학교 모집 개혁을 심화시켜 양질의 일반고 모집 지표를 지역 내 중학교에 배정하는 비율을 점차 높여 일반고 모집 질서를 정비한다.

#### 세트 정비 강화 및 버팀 보장 능력 향상
- 학교 방과 후 서비스 여건을 보장하고, 교사를 충분히 배치하고, 학교 방과 후 서비스 경비 보장 방법을 마련하여 경비가 제대로 조달될 수 있도록 한다.
- 방과 후 서비스 경비는 주로 참여 교사와 관련자의 보조에 사용된다.
- 교육 광고를 잘 통제하고, 주요 언론, 뉴미디어, 공공장소, 주거지 등의 각종 광고판 및 인터넷 플랫폼 등에 과외 교육 광고를 게재하지 않는다.